# Pețovți, Gabrovo
Pețovți (în bulgară Пецовци) este un sat în comuna Gabrovo, regiunea Gabrovo,  Bulgaria. 

## Demografie
Componența etnică a satului Pețovți
     Bulgari (95%)
     Nicio identificare (5%)
     Altele (0%)
La recensământul din 2011, populația satului Pețovți era de 40 locuitori. Din punct de vedere etnic, majoritatea locuitorilor (95,0%) erau bulgari. Pentru 5,0% din locuitori nu este cunoscută apartenența etnică.